# Mac OS X Tiger
Mac OS X v10.4 denominada Tiger es la quinta versión del sistema operativo de Apple, Mac OS X, para computadoras de escritorio y servidores Macintosh. Tiger fue lanzado al público el 29 de abril de 2005 como el sucesor de Mac OS X v10.3 denominado "Panther", el cual fue lanzado 18 meses antes. Algunas de las nuevas características incluyen un sistema de búsqueda rápido denominado Spotlight, una nueva versión de navegador web Safari, Dashboard, un nuevo tema gráfico unificado y un mejorado soporte para 64 bits de las Power Mac G5. Tiger es también la primera versión de un sistema operativo de Apple que trabaja en la plataforma Intel x86, aunque también está pensado para que trabaje en arquitectura Apple-Intel solamente como las MacBook Pro, MacBook, Mac Mini Intel y Mac Pro.
Tiger fue reemplazado por el Mac OS X v10.5, denominada Leopard en el año 2007.

## Historia
Mac OS X v10.4 "Tiger" fue mostrado por el CEO de Apple, Steve Jobs, en su discurso en la WWDC que se realizó el 28 de junio de 2004. Luego, en diciembre de 2004, varios desarrolladores no comerciales filtraron por internet unas copias de Tiger. Como resultado, Apple demandó a las personas que estaban distribuyendo Tiger gratis usando BitTorrent. El 12 de abril de 2005 fue anunciado que Tiger sería lanzado oficialmente el 29 de abril de 2005. Todas las Apple Store alrededor del mundo dieron seminarios, presentaciones y demos de Tiger.
El 6 de junio de 2005, en la WWDC en San Francisco, Jobs anunció que habían sido vendidas casi dos millones de copias en las últimas seis semanas desde el lanzamiento de Tiger, siendo un éxito en ventas, aunque no logró eclipsar el éxito de Mac OS 8 que vendió 1,6 millones en 2 semanas. También se dio a conocer que Mac OS X ha sido diseñado desde su comienzo para trabajar con la línea de procesadores Intel x86, además de los PowerPC que ha sido el procesador que siempre se le ha hecho publicidad. Apple anunció sus planes de lanzar las primeras computadoras basadas en x86 en junio de 2005, convirtiendo el resto de las computadoras para junio de 2007. El 10 de junio de 2006, Apple lanzó la primera iMac y MacBook Pro con procesador Intel Core Duo y anunció que la línea entera de productos Apple sería cambiada a procesadores Intel a finales de 2006. Apple entonces lanzó la Mac Pro y anunció el nuevo Xserve el 8 de agosto de 2006 completando la transición a Intel en tan sólo 210 días y no en el año que ellos habían planeado.
10.4 es la primera versión de Mac OS X que será distribuida en DVD y no en CD, aunque los DVD pueden ser cambiados por CD. Es también la primera versión de Mac OS en tener un número de actualizaciones mayor a 9, con las actualizaciones de 10.4.10 y 10.4.11.

## Requerimientos del Sistema
Mac OS X v10.4 estuvo disponible tanto para la arquitectura PowerPC como Intel, ya que no había una versión Universal del sistema operativo. Lo que si estuvo disponible de forma universal en DVD fue Tiger Server desde la versión 10.4.7. Las computadoras de 2006 basadas en procesadores Intel venían de fábrica con una versión Universal de Mac OS X v10.4.
Mientras Apple enviaba la edición para PowerPC junto con equipos PowerPC, la única forma de tener la versión para procesadores Intel era adquiriendo una computadora Mac con procesador Intel. Sin embargo, había lugares no oficiales donde se podía adquirir la versión Intel como en eBay, aunque esta versión era la que se conoce como el disco "Gris" o de restauración, lo que significa que solamente se podía instalar en equipos Macs para los que fueron hechos.
Los requerimientos del sistema para Mac OS X v10.4 Tiger son, un Macintosh con:
- Procesador PowerPC G3, G4 o G5.
- FireWire
- Mínimo de 256 MiB de RAM (512 MiB o 1 GiB recomendado).
- 3 GB de espacio en disco duro; 4 GB de espacio en disco duro si instala XCode 2 Developer Tools.
- Lectora de DVD para instalación.

## Nuevas características
Apple publicó que Mac OS X v10.4 Tiger viene con más de 200 nuevas características, incluyendo:
- Spotlight - Es un poderoso motor de búsqueda de texto y metadata, el cual puede buscar todo desde documentos de Word a calendario en iCal y contactos en la Libreta de Contactos (Address Book) así como también en archivos PDF. Spotlight indexará los archivos a medida que sean guardados, así estos pueden ser encontrados fácil y rápidamente a través de un campo de texto en la barra de menús.
- iChat AV - El nuevo iChat AV soporta hasta cuatro participantes en una vídeoconferencia y hasta diez participantes en una conferencia de audio. Ahora soporta el protocolo XMPP. Un servidor XMPP denominado iChat Server está incluido en Mac OS X Tiger Server.
- Safari RSS - El nuevo navegador web Safari 2.0 incluye un lector de RSS y Atom las cuales pueden ser accedidos fácilmente desde el botón de RSS en la barra de direcciones de la ventana del navegador. Una versión actualizada de Safari, incluida como parte de la actualización gratuita de Mac OS X v10.4.3, puede pasar las pruebas estándares web de Acid2.
- Mail - La nueva versión de la aplicación de correo electrónico Mail.app incluye la actualización de la interfaz visual, "Casillas Inteligentes" que utilizan el sistema de búsqueda de Spotlight, control parental, así como también otras actualizaciones.
- Dashboard - El Dashboard es una mini aplicación de layers basada en HTML, CSS y JavaScript. Estas mini aplicaciones son conocidas como widgets. Viene con varios widgets como por ejemplo el Clima, Reloj Mundial, Conversor de Unidades y un Diccionario. En la página de Apple se encuentran más disponibles para bajar.
- Automator - Es una herramienta para enlazar aplicaciones entre sí para formar flujos de trabajos complejos (escritos en AppleScript, Cocoa o ambos). Automator viene con una completa biblioteca de acciones para varias aplicaciones las cuales pueden ser unidas para formar un flujo (workflow).
- VoiceOver - VoiceOver es una interfaz de accesibilidad que ofrece opciones de ampliación, control de teclado y descripciones habladas de lo que está pasando en la pantalla. VoiceOver permite a los usuarios con problemas visuales la habilidad de usar aplicaciones a través de comandos de voz.También permite a los usuarios trabajar en conjunto con otros usuarios en una Mac permitiendo a múltiples usuarios dar comandos por voz. VoiceOver es capaz de leer en voz alta el contenido de archivos incluyendo páginas web, correos electrónicos y archivos de oficina. La navegación por teclado permite al usuario controlar la máquina con el teclado y un menú es desplegado en una ventana mostrando todos los comandos por teclado que pueden ser usados.
- Diccionario - Un completo diccionario basado en el New Oxford American Dictionary, Second Edition, se encuentra funcionando en Tiger. También se encuentra disponible como un widget de Dashboard y como un comando del sistema.
- Sincronización con .Mac - Aunque no es algo nuevo la sincronización con .Mac, en Tiger se mejoró en rendimiento. Las opciones de sincronización se encuentran en las preferencias del sistema y no en iSync en Tiger.
- QuickTime 7 - Una nueva versión del software multimedia de Apple ahora tiene soporte para el nuevo códec H.264/AVC el cual ofrece mejor calidad y estabilidad que cualquier otro códec de vídeo. Este nuevo códec es usado por iChat AV para una mejor vídeoconferencia. Nuevas clases dentro de Cocoa dan acceso total a QuickTime para los desarrolladores de aplicaciones en Cocoa. El nuevo Reproductor QuickTime 7 que viene con Mac OS X Tiger ahora incluye controles avanzados de audio y vídeo así también como más información detallada y ha sido reconstruido usando el API de Cocoa de Apple para tener ventajas de las nuevas tecnologías
- Arquitectura de 64-bits - Mac OS X Tiger es la primera versión de Mac OS X que soporta 64 bits para usar las ventajas del PowerMac G5. También incluye soporte para los programas de 32-bits
- Nuevas funciones de Unix - Nuevas versiones de cp, mv y rsync. Soporte de comandos para características mencionadas arriba como Spotlight también se encuentran incluidas.
- Xcode 2.0 - Es la herramienta de desarrollo de Cocoa de Apple que ahora incluye modelamiento visual, una biblioteca integrada de Referencia y un debugging gráfico.

## Nuevas aplicaciones
Mac OS X Tiger introdujo nuevas aplicaciones, las cuales son:
- Automator: Automator usa flujos de trabajo (workflows) para procesar tareas repetitivas automáticamente.
- Grapher: Grapher es una nueva aplicación capaz de crear gráficos en 2D y 3D similares a la Calculadora Gráfica (Graphing Calculator)
- Diccionario: Un diccionario que usa el New Oxford American Dictionary. Tiene una interfaz gráfica rápida para mostrar el diccionario y permite al usuario buscar en el diccionario con Spotlight, para imprimir definiciones y para copiar y pegar textos en documentos. El Diccionario también provee de un Servicio de Diccionario en el menú de Aplicaciones y Cocoa y WebKit proveen de un atajo de teclado global (⌃⌘D predeterminadamente) para todas las aplicaciones que muestran texto con ellos. La aplicación Diccionario es una versión más completa que el widget Diccionario.
- Quartz Composer: Es una herramienta de desarrollo para procesar y renderizar datos gráficos.
- AU Lab:Es una aplicación de desarrollo para probar y mezclar Audio Units

## Mejoras
- Núcleo actualizado, con soporte para punteros de memoria de 64-bits y lista de control de acceso.
- Un nuevo dominio de arranque llamado launchd que permite inicios más rápidos.
- La ventana de impresión en Tiger ahora ofrece un menú de selección para crear PDFs, enviar PDFs a Mail y otras acciones relacionadas con PDF. Sin embargo, la interfaz de usuario ha sido criticada por crear un widget híbrido que parece un simple botón pero actúa como un menú pop-up. Este es uno de los tres lugares en todo el Mac OS X donde dicho elemento aparece.
- Los elementos del Dock ahora tienen un menú que permite lanzar aplicaciones al inicio o para borrar un icono del Dock.
- El menú Ventana en el Finder ahora tiene un ítem llamado "Recorrer Ventanas"
- La ventana de "Obtener Información" para los ítems del Finder ahora incluye una sección de "Más Información" la cual incluye tags de información de Spotlight como el alto y ancho de imagen, cuando el archivo fue abierto por última vez y donde el archivo fue originado.
- Comienzo de desarrollo de independencia de resolución. Apple sabe que va a ser una característica de una versión futura de Mac OS X.[3] Entre los cambios, el máximo tamaño de los íconos ha sido aumentado a 256x256. Sin embargo, el Finder no lo soporta todavía.

## Tecnologías
- Un nuevo API de procesamiento de gráficos, Core Image, habilitando el poder disponible de las aceleradores gráficas.

Core Image permite a los programadores de forma fácil programar los GPUs  para procesar imágenes rápidamente para efectos especiales y herramientas de corrección de imágenes. Algunas de las Unidades de Imágenes incluidas son Blur, Color Blending, Generador de Filtros, Filtros de Distorsión, Filtros Geométricos y muchos más.
- Un nuevo API de datos persistentes, Core Data, que facilita la tarea de los programadores al manejar estructura de datos en sus aplicaciones.

El API de Core Data de Mac OS X ayuda a los desarrolladores crear estructura de datos para sus aplicaciones. Core Data tiene funciones de Deshacer, Rehacer y Guardar para los desarrolladores.
- Un nuevo API de vídeo, Core Video, que permite a Core Image procesamiento de vídeo en tiempo real.

El programa de efectos de vídeo en tiempo real Motion, de Apple, toma las ventajas de Core Video in Mac OS X Tiger. Core Video permite a los desarrolladores integrar fácilmente efectos de vídeo en tiempo real y procesarlo en sus aplicaciones.
- Core Audio, introducido en Mac OS X v10.3 Panther, integra un rango de funcionalidad de audio directamente en el sistema operativo.

## Diferencias en la interfaz
En cada versión nueva de Mac OS X, Apple modifica de alguna forma la interfaz gráfica de usuario. En Tiger, la barra de menús que se encuentra en la parte de arriba de la pantalla ahora se le ha agregado un botón coloreado de Spotlight en la esquina superior derecha; el menú en si tiene un brillo muy suave el cual reemplaza a las rayas del Mac OS X v10.3. El menú Apple (icono de la manzanita) también ha cambiado a un azul más sólido en lugar del azul translúcido de sus antecesores.
Tiger también introduce un nuevo tema de ventana, descrito comúnmente como "Unified"(unificado). Una variación del tema estándar (no el que se conoce como "brushed") usado desde que se introdujo Mac OS X, este tema une la barra de título y la barra de herramientas de una ventana. Un ejemplo de una aplicación que usa este tema es Mail

## Juicio contra la marca Tiger
Un tiempo antes de la aparición de Mac OS X v10.4, el vendedor de computadoras TigerDirect.com Inc. le hizo juicio a Apple Computer. El motivo era que Apple infringió la marca registrada de TigerDirect.com con el sistema operativo Mac OS X Tiger.
La siguiente es una citación del memorándum en la corte de TigerDirect.com (en inglés):
Apple Computer's use of its infringing family of Tiger marks to expand sales of products besides its operating system software is already evident -- for example, Apple Computer is offering free iPods and laptops as part of its Tiger World Premiere giveaway. In short, notwithstanding its representation to the PTO that it would only use Tiger in connection with their unique computer operating system software, Apple Computer has in recent weeks used a family of Tiger marks in connection with a substantially broader group of products and services, including the very products and services currently offered by Tiger Direct under its famous family of Tiger marks.
El juez en el caso resolvió en favor de Apple

## Tiger x86
En la WWDC de 2005, el CEO de Apple, Steve Jobs, anunció que Apple comenzaría a vender computadoras Macintosh con procesador Intel en 2006. Para permitir que los desarrolladores pudieran crear software para estas Macs con procesador Intel, Apple creó el "Developer Transition Kit" y lo puso a la venta. Este kit incluía una versión de Mac OS X v10.4 diseñada para trabajar en procesadores x86, la cual se conoció como Tiger x86 o osx86.
Dicha versión incluía Rosetta hecho por Apple. Rosetta es un proceso que permite que las versiones de los sistemas operativos que trabajan con procesadores Intel puedan correr aplicaciones PPC con muy poco esfuerzo. Esto contrastaba con el modelo clásico del Mac OS v9, el cual ocupaba mucho recursos del sistema.
Al poco tiempo que el "Developer Transition Kit" se comenzó a vender, copias de Tiger x86 se filtraron en las redes de P2P. Aunque Apple ha implementado un esquema DRM tanto en el hardware de transición como en el sistema operativo en un intento de frenar a las personas de instalar Tiger x86 en computadoras que no son de Apple, los hackers se las han arreglado para sobrepasar estas medidas. A medida que Apple lanzaba nuevas versiones con nuevas formas de prevenir el uso en hardware que no fuera de Apple, versiones modificadas eran lanzadas las cuales sobrepasaban las restricciones de Apple. Sin embargo, con el lanzamiento de las actualizaciones 10.4.5, 10.4.6, 10.4.7 y 10.4.8 la versión modificada continúa usando el núcleo de la versión 10.4.4 porque los núcleos posteriores tienen trabas de hardware y tienen mucha dependencia del EFI.
En la MacWorld 2006, Jobs anunció la inmediata disponibilidad de Mac OS X v10.4.4, la primera versión pública disponible de OS X Tiger compilada para máquinas con procesadores PowerPC e Intel.

## Version history
| Versión Mac OS X | build.                                | Fecha de Lanzamiento     | Notas                                                                                   |
| ---------------- | ------------------------------------- | ------------------------ | --------------------------------------------------------------------------------------- |
| 10.4.0           | 8A428                                 | 29 de abril de 2005      | retail                                                                                  |
| 10.4.1           | 8B15                                  | 16 de mayo de 2005       | Apple Download Page                                                                     |
| 10.4.2           | 8C46                                  | 12 de julio de 2005      | Apple Download Page                                                                     |
| 10.4.2           | 8E102                                 | 12 de octubre de 2005    | exclusiva para Front Row iMac G5                                                        |
| 10.4.2           | 8E45                                  | 19 de octubre de 2005    | exclusiva para PowerBook G4                                                             |
| 10.4.2           | 8E90                                  | 19 de octubre de 2005    | exclusiva para Power Mac G5 Dual and Quad                                               |
| 10.4.3           | 8F46                                  | 31 de octubre de 2005    | Apple Download Page. Incluida en copias originales actualizadas.                        |
| 10.4.4           | 8G32 para PowerPC 8G1165 para Intel   | 10 de enero de 2006      | Apple Download Page                                                                     |
| 10.4.5           | 8H14 para PowerPC 8G1454 para Intel   | 14 de febrero de 2006    | Apple Download Page                                                                     |
| 10.4.6           | 8I127 para PowerPC 8I1119 para Intel  | 3 de abril de 2006       | Apple Download Page (PowerPC / Intel) 8I127 Incluida en copias originales actualizadas. |
| 10.4.7           | 8J135 para PowerPC 8J2135a para Intel | 27 de junio de 2006      | Apple Download Page (PowerPC / Intel)                                                   |
| 10.4.7           | 8K1079                                | 7 de agosto de 2006      | exclusiva para Mac Pro                                                                  |
| 10.4.7           | 8N5107                                | 7 de agosto de 2006      | exclusiva para Apple TV (conocido como iTV)                                             |
| 10.4.8           | 8L127 para PowerPC 8L2127 para Intel  | 29 de septiembre de 2006 | Apple Download Page (PowerPC / Intel)                                                   |
| 10.4.9           | 8P135 for PowerPC 8P2137 para Intel   | 13 de marzo de 2007      | Apple Download Page (PowerPC / Intel)                                                   |
| 10.4.10          | 8R218 for PowerPC 8R2218 para Intel   | 20 de junio de 2007      | Apple Download Page (PowerPC / Intel)                                                   |
| 10.4.11          | 8S165 for PowerPC 8S2167 para Intel   | 14 de noviembre de 2007  | Apple Download Page (PowerPC / Intel)                                                   |